# Most Hercegovina
Most Hercegovina cestovni je most koji na dionici Počitelj – Zvirovići bosanskohercegovačke autoceste A1 premošćuje dolinu rijeke Neretve kod mjesta Počitelj. Za vrijeme gradnje nosio je naziv Počiteljski most, a konačno i službeno ime mu je Hercegovina.
Armiranobetonski most građen tehnologijom slobodne konzolne gradnje dug je 980 metara, ukupne širine 21,92 m, statičkih raspona 105 + 5 × 147 + 105 m. Počiva na 6 stupova visine 92, 97, 92, 91, 88 i 66 m. Gradio ga je konzorcij triju tvrtki: Azvirt Limited Liability Company (Azerbajdžan), Sinohydro Corporation Limited (Kina) i Powerchina Roadbridge Group Co. Ltd. (Kina). U njegovu gradnju utrošeno je 38.000 m3 betona, 9.000 t armature, 1.500 tona kablova za prednaprezanje, te 20.000 m2 asfalta i hidroizolacije.